# Nationaal park Pyhä-Luosto
Het Nationaal park Pyhä-Luosto (Fins: Pyhä-Luoston kansallispuisto/ Zweeds: Pyhä-Luosto nationalpark) is een nationaal park dat gelegen is in Lapland, Finland op zo'n 50 kilometer boven de poolcirkel. Het ontstond in 2005 toen Finlands oudste nationaal park Pyhätunturi (opgericht in 1938) werd samengevoegd met Luosto. Hierdoor is Pyhä-Luosto zowel het oudste als jongste Finse nationaal park.
Het park beslaat 142 km² en bestaat uit bossen en venen. Daarnaast is er ook een interessante geologie, het park bestaat uit Finlands zuidelijkste, uit vijf toppen bestaande fjelllijn (in het Fins: Tunturi). De fjelltoppen zijn overblijfselen van een 2 miljard jaar oud Alpien gebergte. Op de flanken groeien 200 jaar oude bossen. De hoogste tunturi's zijn de Noitatunturi (540 m) en de Ukko-Luosto (514 m). De Pyhätunturi is een heilige berg voor de Samen en komt voor in verschillende sagen. Op de berg Uhriharju hebben de Samen in oude tijden offers gebracht aan de goden, de Sieiden, om geluk bij de jacht af te smeken.
Aan de voet van de hellingen liggen aapavenen en de heuvels zelf zijn bebost met grove dennen tot 400 jaar oud. De toppen zijn vaak met rolgesteente bedekt.
In het park worden regelmatig beren en lynxen waargenomen. De vogelpopulatie is zeer rijk en telt typische soorten uit het noorden als de pestvogel, de taigagaai en de bruinkopmees.